# Hertogdom van Dentelinus

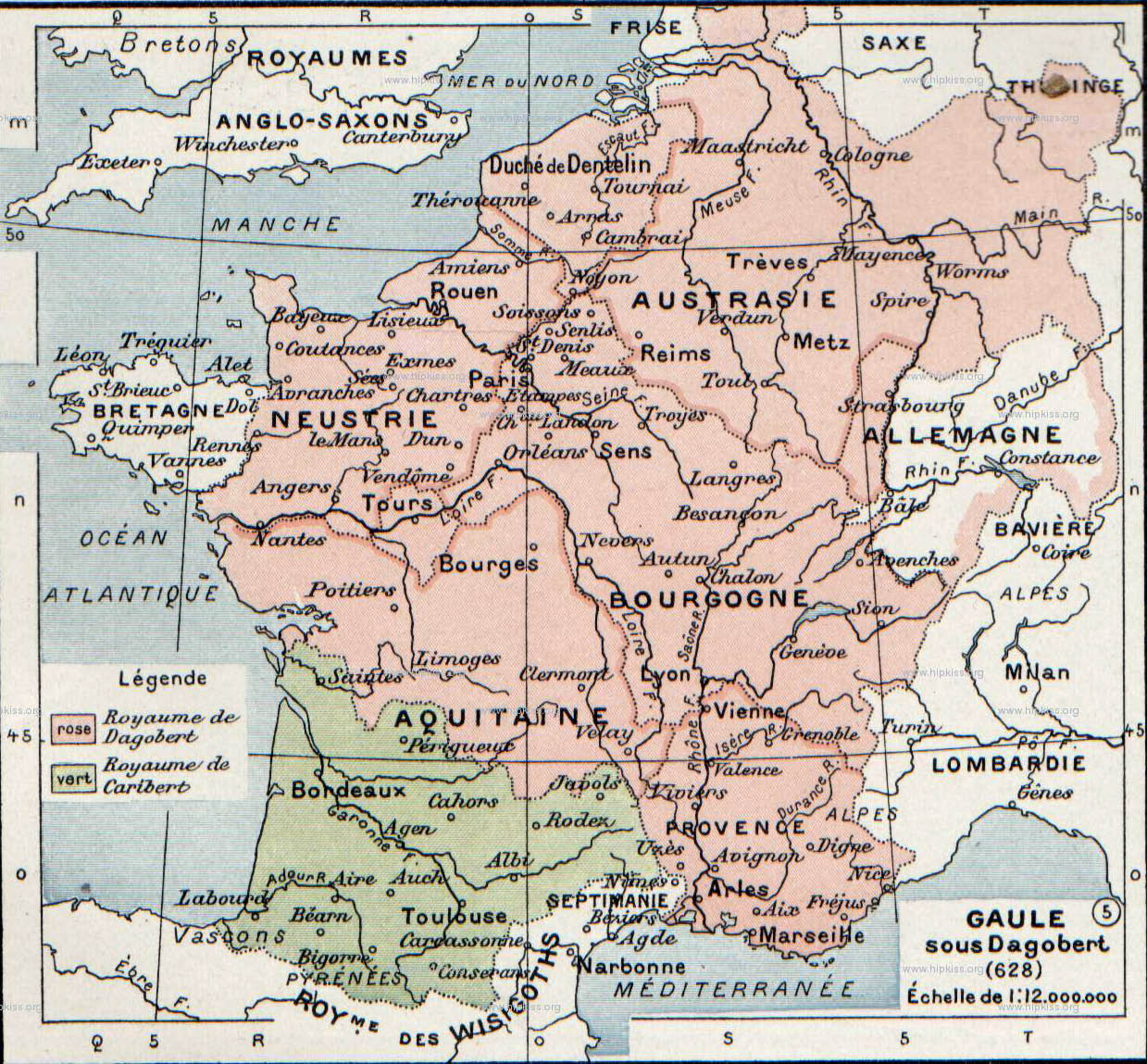
Het Frankische Rijk omstreeks 630

Het hertogdom van Dentelinus (Latijn ducatus Dentelini, Frans le duché de Dentelin) was een hertogdom in het Frankische Rijk. Het strekte zich ongeveer uit van de Rijn-Maas-Scheldedelta tot de Canche, en van de Noordzee tot het verdwenen Kolenwoud. Vermoedelijk fungeerde Doornik als hoofdplaats.
De Frankische hertogen stonden aan de leiding van voormalige koninkrijken, waaruit het Frankische Rijk was opgebouwd. De ruime omgeving van Doornik kwam overeen met het koninkrijk van Merovech en Childerik. Later bracht Clovis ook andere koninkrijken onder zijn controle. Om het geheel te besturen, benoemde Clovis of één van zijn opvolgers in elk deelgebied een plaatsvervangende heerser: de dux oftewel "hertog".
In het jaar 600 werd het hertogdom bestuurd door een zekere Dentelinus. De kronieken van Fredegar vermelden dat koning Chlotharius II het moest afstaan aan Theudebert II, de koning van het naburige Austrasië. Enkele jaren nadien kwam Theudebert in conflict met Theuderik II van Bourgondië. Chlotharius sloot zich aan bij Theuderik en samen versloegen ze Theudebert (612). Hierdoor kreeg Chlotharius het hertogdom weer terug.
Ten tijde van de vadsige koningen verdween de hertogentitel en raakte het hertogdom verdeeld tussen diverse graven (onder andere de Vlaanderengouw en de Brabantgouw) en bisschoppen (bijvoorbeeld de Doornikgouw en Artesië). De naam van de hertog circuleerde nog enige tijd onder zijn nakomelingen, met onder meer Dentelinus van Zinnik.